# Necyla orientalis
Necyla orientalis är en insektsart som först beskrevs av Peter Esben-Petersen 1913. 
Necyla orientalis ingår i släktet Necyla och familjen fångsländor. Inga underarter finns listade i Catalogue of Life.